# Антитерористичний центр СБУ
Антитерористичний центр — постійно діючий орган при Службі безпеки України, який здійснює координацію діяльності суб'єктів боротьби з тероризмом у запобіганні:
- терористичним актам щодо державних діячів, критичних об'єктів життєзабезпечення населення, об'єктів підвищеної небезпеки,
- актам, що загрожують життю і здоров'ю значної кількості людей, та їх припиненні.

Антитерористичний центр при СБУ утворено Указом Президента України від 11.12.1998 №1343.
Центр є юридичною особою, має самостійний баланс, рахунки в органах Державного казначейства України, бланки, печатки і штампи зі своїм найменуванням, а також печатку із зображенням Державного Герба України.

## Діяльність
У своїй діяльності Центр керується Конституцією України, законами України, указами і розпорядженнями Президента України, актами Кабінету Міністрів України, Положенням Про Антитерористичний центр та його координаційні групи при регіональних органах Служби безпеки України, іншими нормативно-правовими актами.

Основні завдання Центру:
- збирання в установленому порядку, узагальнення, аналіз та оцінка інформації про стан і тенденції поширення тероризму в Україні та за її межами;
- розроблення концептуальних засад та програм боротьби з тероризмом, рекомендацій, спрямованих на підвищення ефективності заходів щодо виявлення і усунення причин та умов, які сприяють вчиненню терористичних актів та інших злочинів, здійснюваних з терористичною метою, формування планів запобігання терористичним проявам та їх припинення;
- організація і проведення антитерористичних операцій та координація  діяльності суб’єктів боротьби з тероризмом;
- організація та проведення командно-штабних й тактико-спеціальних навчань і тренувань;
- взаємодія зі спеціальними службами, правоохоронними органами іноземних держав та міжнародними організаціями з питань боротьби з тероризмом;
- участь у підготовці проектів міжнародних договорів України, підготовка і подання пропозицій щодо вдосконалення національного законодавства у сфері боротьби з тероризмом, фінансування проведення суб’єктами боротьби з тероризмом антитерористичних операцій, здійснення заходів щодо запобігання, виявлення та припинення терористичної діяльності.

Крім того, відповідно до Указу Президента України «Про внесення змін до деяких указів Президента України» від 09.06.2022 №398 , на АТЦ при СБ України було покладено додаткові завдання:
- сприяння розвідувальним органам України у виконанні покладених на них завдань та здійсненні функцій, передбачених Законом України «Про розвідку»;
- сприяння оперативним підрозділам суб’єктів боротьби з тероризмом у вирішенні завдань оперативно-розшукової діяльності;
- участі в установленому порядку у протидії диверсійним проявам.

Також у 2023 році до Закону України «Про боротьбу з тероризмом» було внесено зміни, згідно з якими розширюються повноваження Антитерористичного центру. Тепер вони включатимуть:
- формування та ведення переліку терористичних організацій і груп (на даний момент триває розробка нормативно-правової бази);
- національну координацію виконання резолюцій Ради Безпеки ООН щодо протидії міжнародному тероризму;
- взаємодію зі спеціальними службами, правоохоронними органами іноземних держав та міжнародними організаціями з питань боротьби з тероризмом та обмін інформацією про пасажирів міжнародних рейсів. АТЦ та суб’єкти боротьби з тероризмом мають право отримувати та використовувати інформацію про пасажирів з метою виконання завдань, визначених законодавством. На даний момент триває розробка нормативно-правової бази для формування і функціонування національного контактного пункту з питань отримання, обробки, поширення, зберігання та захисту інформації про пасажирів на базі Антитерористичного центру при Службі безпеки України.

З метою відпрацювання навичок реагування на терористичний акт АТЦ при СБ України організовує та координує проведення антитерористичних командно-штабних (КШН) і тактико-спеціальних навчань (ТСН), а також спеціальних тренувань. Зокрема, у період з 2015 по 2021 роки проведено більше 450 навчань та близько 9 000 тренувань. Взято участь у міжнародних навчаннях: «Strongboarder-2017» (Україна, Молдова), «Буковина-2018» (Україна, Молдова, Румунія), а також відпрацьовано антитерористичні компоненти під час щорічних багатонаціональних навчань «Сі Бриз», «Рапід Трайдент» та «Об’єднані зусилля». 

## Структура
АТЦ при СБ України складається з:
- Міжвідомчої координаційної комісії – консультативно-дорадчого органу, основною формою діяльності якого є засідання, які проводяться за потреби, але не рідше одного разу на квартал, а в разі вчинення терористичного акту або виникнення його загрози – скликаються позачергові або надзвичайні засідання.
- Штабу – виконавчого робочого органу АТЦ при СБ України, який здійснює поточну організаційну роботу з виконання покладених на нього завдань;
- Координаційних груп та їхніх штабів – консультативно-дорадчих органів, створених при регіональних органах СБ України згідно з державним адміністративно-територіальним устроєм, з метою підвищення спроможностей АТЦ при СБ України за місцем та часом у вирішенні покладених на нього завдань.

В умовах проведення антитерористичної операції у складі АТЦ при СБ України можуть створюватися й діяти військово-цивільні адміністрації – тимчасові державні органи, призначені для забезпечення дії Конституції та законів України, забезпечення безпеки і нормалізації життєдіяльності населення та  правопорядку.

## Керівництво
Керівник Антитерористичного центру призначається на посаду за поданням Голови Служби безпеки України і звільняється з посади Президентом України.
Попередні керівники АТЦ:
- генерал-полковник Землянський Юрій Володимирович (10.11.1999-05.02.2004);
- генерал-лейтенант Крутов Василь Васильович (26.05.2005-20.09.2005);
- генерал-лейтенант Тимошенко Володимир Андрійович (20.09.2005-29.05.2006);
- Наливайченко Валентин Олександрович (29.05.2006-06.03.2009);
- Генерал армії України Хорошковський Валерій Іванович (18.03.2009-11.03.2010);
- генерал-полковник Шатковський Петро Миколайович (15.03.2012-30.10.2013);
- генерал-майор Тоцький Володимир Володимирович (12.11.2013-26.02.2014);
- генерал-лейтенант Циганок Віталій Антонович  (07.04.2014-14.04.2014)
- генерал-лейтенант Крутов Василь Васильович (14.04.2014-7.07.2014)
- генерал-лейтенант Грицак Василь Сергійович (07.07.2014-23.06.2015)
- генерал-полковник Маліков Віталій Володимирович (23.06.2015-31.05.2019)
- генерал-майор Баранецький Руслан Федорович (27.06.2019-26.07.2021)

Діючим керівником АТЦ є:
- Генерал-майор Андрущенко Сергій Анатолійович (з 26.07.2021)[5]

## Фінансування
Центр утримується за рахунок коштів, визначених окремим рядком у Державному бюджеті України.

## Міжнародне співробітництво
Відповідно до Указу Президента України від 26.07.2001 №570 «Про порядок взаємодії з міжнародними антитерористичними організаціями» Антитерористичний центр при Службі безпеки України визначено як орган, який здійснює взаємодію з міжнародними антитерористичними організаціями.
Україна відповідно до укладених нею міжнародних договорів співпрацює в галузі боротьби з тероризмом з іноземними державами, їх правоохоронними органами і спеціальними службами, а також з міжнародними організаціями, які здійснюють боротьбу з міжнародним тероризмом, серед яких:
⦁	Організація Об’єднаних Націй (ООН);
⦁	Північноатлантичний альянс (НАТО);
⦁	Європейський Союз (ЄС);
⦁	Рада Європи (РЄ);
⦁	Європейське поліцейське управління (ЄВРОПОЛ);
⦁	Міжнародна організація кримінальної поліції (ІНТЕРПОЛ);
⦁	Організація з безпеки та співробітництва в Європі (ОБСЄ);
⦁	Організація за демократію та економічний розвиток (ГУАМ).

## Державна антитерористична система України
Механізм функціонування єдиної державної системи запобігання, реагування і припинення терористичних актів та мінімізації їх наслідків, рівні терористичних загроз та заходи реагування суб’єктів боротьби з тероризмом на загрозу вчинення або вчинення терористичного акту визначено Положенням «Про єдину державну систему запобігання, реагування і припинення терористичних актів та мінімізації їх наслідків» (затвердженим Постановою Кабінету Міністрів України від 18.02.2016 №92). Антитерористичний центр при Службі безпеки України виступає координуючим органом єдиної державної антитерористичної системи та суб’єктів боротьби з тероризмом.
Суб’єкти, які безпосередньо здійснюють боротьбу з тероризмом:
- Служба безпеки України – головний орган антитерористичної системи;
- Міністерство внутрішніх справ України;
- Національна поліція;
- Міністерство оборони України;
- Державна служба України з надзвичайних ситуацій;
- Адміністрація Державної прикордонної служби України;
- Державна кримінально-виконавча служба України;
- Управління державної охорони України;
- Збройні Сили України;
- Національна гвардія України.

У разі необхідності можуть залучатися також інші суб'єкти боротьби з тероризмом:
- центральний орган виконавчої влади, що реалізує державну політику у сфері запобігання та протидії легалізації (відмиванню) доходів, одержаних злочинним шляхом, фінансуванню тероризму та фінансуванню розповсюдження зброї масового знищення;
- Служба зовнішньої розвідки України;
- Міністерство закордонних справ України;
- Державна служба спеціального зв’язку та захисту інформації України;
- центральні органи виконавчої влади, що забезпечують формування та реалізують державну політику у сфері охорони здоров'я;
- центральні органи виконавчої влади, що забезпечують формування та реалізують державну політику в електроенергетичному, вугільно-промисловому та нафтогазовому комплексах;
- центральний орган виконавчої влади, що реалізує державну політику у сфері управління об'єктами державної власності;
- центральні органи виконавчої влади, що забезпечують формування та реалізують державну політику у сферах транспорту;
- центральні органи виконавчої влади, що забезпечують формування та реалізують державну фінансову політику;
- центральні органи виконавчої влади, що забезпечують формування та реалізують державну політику у сфері охорони навколишнього природного середовища;
- центральні органи виконавчої влади, що забезпечують формування та реалізують державну аграрну політику;
- центральний орган виконавчої влади, що реалізує державну податкову політику;
- центральний орган виконавчої влади, що реалізує державну митну політику;
- Державне бюро розслідувань;
- Національне антикорупційне бюро України;
- Бюро економічної безпеки України;
- Служба судової охорони.

До участі в антитерористичних операціях за рішенням керівництва антитерористичної операції можуть бути залучені з дотриманням вимог цього Закону й інші центральні та місцеві органи виконавчої влади, органи місцевого самоврядування, підприємства, установи, організації незалежно від підпорядкованості і форми власності, їх посадові особи, а також громадяни за їх згодою.
До основних завдань єдиної державної антитерористичної системи віднесено:
- запобігання терористичній діяльності, у тому числі забезпечення своєчасності виявлення та усунення причин і умов, що сприяють вчиненню терактів;
- інформування населення про рівні загроз вчинення або вчинення теракту;
- забезпечення безпеки об’єктів можливих терористичних посягань, зокрема:
  - об’єктів, щодо яких здійснюється державна охорона;
  - важливих державних об’єктів;
  - об’єктів підвищеної небезпеки;
  - об’єктів єдиної транспортної системи України;
  - особливо важливих об’єктів електроенергетики;
  - закордонних дипломатичних установ, консульських та інших представництв іноземних держав на території України;
  - установ Державної кримінально-виконавчої служби;
  - місць масового перебування людей.

Єдина державна антитерористична система складається з постійно діючих територіальної та функціональної підсистем:
- територіальна – включає координаційні групи та їх штаби при регіональних органах СБ України;
- функціональна – включає структурні підрозділи суб’єктів боротьби з тероризмом та Міжвідомчу координаційну комісію АТЦ при СБ України.

Зазначена система дозволяє у режимі 24/7 здійснювати моніторинг, аналіз та оцінку інформації про стан і тенденції поширення тероризму в Україні та за її межами.
В межах функціонування єдиної державної антитерористичної системи:
- суб’єкти боротьби з тероризмом відповідно до їх компетенції здійснюють постійний обмін інформацією з АТЦ; забезпечують готовність сил і засобів, що залучаються до проведення антитерористичних операцій; надають АТЦ пропозиції до проекту плану проведення антитерористичної операції на об’єктах можливих терористичних посягань; забезпечують належний рівень захисту та охорони об’єктів можливих терористичних посягань; здійснюють заходи щодо недопущення можливого застосування під час вчинення терористичного акту зброї, боєприпасів, вибухових, отруйних речовин і засобів масового ураження; організовують заходи щодо інформування та підготовки населення до дій в умовах загрози або вчинення терористичного акту.
- Антитерористичний центр при СБ України проводить моніторинг загроз вчинення терористичних актів на території України та за її межами; розробляє план проведення антитерористичної операції на об’єктах можливих терористичних посягань; визначає потребу в силах і засобах, що залучаються до проведення антитерористичної операції; сповіщає суб’єктів боротьби з тероризмом про прийняття рішення щодо рівня терористичної загрози.

Залежно від наявної інформації про загрозу вчинення або вчинення терористичного акту в Україні встановлюються такі рівні терористичних загроз:
- «сірий (можлива загроза)» – за наявності факторів (умов), що сприяють вчиненню терористичного акту;
- «синій (потенційна загроза)» – за наявності інформації, що потребує підтвердження, про підготовку до вчинення терористичного акту;
- «жовтий (імовірна загроза)» – за наявності достовірної (підтвердженої) інформації про підготовку до вчинення терористичного акту;
- «червоний (реальна загроза)» – у разі вчинення терористичного акту.